# Abraham Duquesne

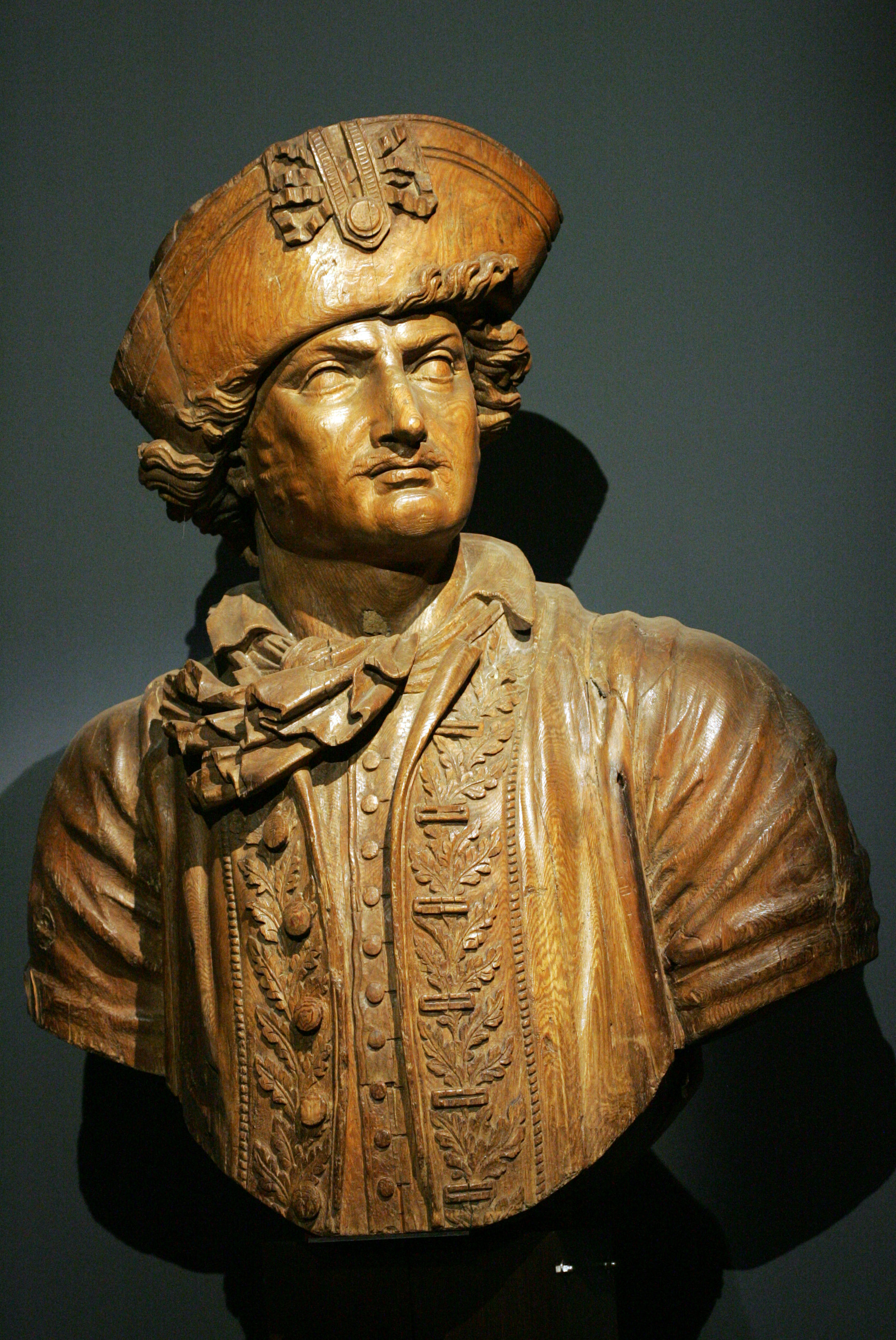
Abraham Duquesne als Galionsfigur des französischen Linienschiffs Duquesne (ex Zélandais)

Marquis Abraham II. Duquesne (auch du Quesne); (* zwischen 1604 und 1610 in Dieppe; † Februar 1688 in Paris) war ein französischer Marineoffizier, der auch als Admiral der schwedischen Marine diente.

## Leben und Wirken
Er war Sohn von Abraham (I.) Duquesne und von Marthe de Caux. 1636 wurde er beim „Neptun“-Geschwader eingesetzt. 1637 eroberte er die Insel Îles de Lérins von den Spaniern. In dieser Zeit starb sein Vater bei einem Konflikt mit den Spaniern, wodurch er diesen gegenüber verbittert war und nach Rache verlangte. Er bekämpfte sie 1638 bei Guetaria, 1639 in A Coruña und 1641 in den Schlachten bei Tarragona, Barcelona und bei Capo de Gata.
1643 trat Duquesne in die schwedische Armee ein und bekämpfte die dänische Flotte bei der Seeschlacht auf der Kolberger Heide mit der Fregatte Regina 24. Später, bei Fehmarn, als die Flotte unter Befehl von König Christian IV. stand, wurden die Dänen besiegt und ihr Admiral getötet. Nachdem 1645 Schweden und Dänemark Frieden geschlossen hatten, kehrte Duquesne nach Frankreich zurück. 1650 unterdrückte er beim Ausbruch der Fronde eine von den Spaniern unterstützte Revolte in Bordeaux. Im gleichen Jahr stellte er auf eigene Kosten ein Geschwader auf, mit dem er die Gironde blockierte und die Stadt zur Kapitulation zwang. Aufgrund dessen erhielt er seine Beförderung zum Kommandanten der neuen französischen Flotte und als Geschenk ein Schloss und die Gemeinde Indre (Loire-Atlantique).
Nachdem Frankreich und Spanien 1659 Frieden geschlossen hatten, bekämpfte Duquesne Piraten im Mittelmeer. Im Holländischen Krieg kämpfte er gegen die spanisch-niederländische Flotte im Mittelmeer unter anderem in der Seeschlacht vor Palermo. 1685, nach Aufhebung des Edikt von Nantes, war er als Hugenotte einer der Wenigen, der wegen seines protestantischen Glaubens nicht verfolgt wurde. Sein Sohn Henri Duquesne floh hingegen in die Schweiz, und seine Frau musste dem evangelischen Glauben abschwören, um ihr Erbe zu erhalten.
Duquesne wurde in seinem Schloss von Le Bouchet bestattet, sein Herz aber nahm sein Sohn mit in die Schweiz.
Die Stadt Dieppe, zu deren berühmtesten Söhnen er gehört, ließ ihm zu Ehren am 22. September 1844 auf dem Place Nationale eine Statue aufstellen.
Nach seinem Tod wurde Abrahams Herz in einer Silberschatulle aufbewahrt und nach Aubonne in der Schweiz versandt. Über ein Jahrhundert Später, im Jahr 1894, wurde die Schachtel wiederentdeckt und an seinen Geburtsort in Dieppe gebracht.

## Ehe und Kinder
Er war verheiratet mit Gabrielle de Bernières.
- Abraham III. du Quesne
- Isaac du Quesne (–1745)
- Jacob, comte du Quesne (–1740)
- Henri Duquesne, baron d’Aubonne (1652–1722)